# راندي بوش
راندي بوش (بالإنجليزية: Randy Bush)‏ هو لاعب كرة قاعدة أمريكي، ولد في 5 أكتوبر 1958 في دوفر في الولايات المتحدة.

## وصلات خارجية
- راندي بوش على موقعبيزبول رفرنس.كوم (الدوري الرئيسي) (الإنجليزية)
- راندي بوش على موقعبيزبول رفرنس.كوم (الدوري الثانوي) (الإنجليزية)
- راندي بوش على موقع مشجعي الرسوم البيانية (الإنجليزية)